# Rhodocybe fuscofarinacea
Rhodocybe fuscofarinacea är en svampart som tillhör divisionen basidiesvampar, och som beskrevs av Kosonen och Machiel Evert ("Chiel") Noordeloos. Rhodocybe fuscofarinacea ingår i släktet Rhodocybe, och familjen Entolomataceae. Arten har ej påträffats i Sverige.